# Вікрам Піллай
Вікрам Піллай (27 листопада 1981) — індійський хокеїст на траві.
Учасник Олімпійських Ігор 2004 року.
Срібний призер Ігор Співдружності 2010 року.
Срібний призер Азійських ігор 2002 року, бронзовий призер 2010 року.
Переможець Виклику чемпіонів 2001 року.
Чемпіон Азії 2003 року.
Чемпіон світу серед юніорів 2001 року.